# Luis García Berlanga
Luis García Berlanga (Valência, 12 de junho de 1921 — Madrid, 13 de novembro de 2010) foi um cineasta espanhol.

## Filmografia

### Curtas metragens
- Tres cantos (1948)
- Paseo por una guerra antigua (1948). Co-realizada com Juan Antonio Bardem, Florentino Soria e Agustín Navarro.
- El circo  (1949)
- Se vende un tranvía (1959). Curta metragem para televisão de 28 minutos de duração, escrito por Berlanga e Azcona, e realizada por Juan Estelrich March sob supervisão de Berlanga.
- Las cuatro verdades ("Les quatre vérités", 1963), episódio La muerte y el leñador. Adaptação das fábulas de Jean de la Fontaine numa coprodução franco-italo-hispano-alemã de excelente acordo. Os três episódios restantes foram realizados por René Clair, Hervé Blomberger e Alessandro Blasetti, e a metragem original do filme foi emitida na TV francesa com o título "Les fables de La Fontaine" em 1964
- El sueño de la maestra (2002)

### Longas metragens
- Esa pareja feliz (1951). Co-realizada com Juan Antonio Bardem
- Bienvenido, Mister Marshall (1953)
- Novio a la vista (1954)
- Calabuch (1956)
- Los jueves, milagro (1957)
- Plácido (1961)
- El verdugo (1963)
- Las pirañas (La boutique, 1967)
- ¡Vivan los novios! (1970)
- Tamaño natural ("Grandeur nature", 1973)
- La escopeta nacional (1978)  Trilogia da família Leguineche.
- Patrimonio nacional (1981)  Trilogia da família Leguineche.
- Nacional III (1982)  Trilogia da família Leguineche.
- La vaquilla (1985)
- Moros y cristianos (1987)
- Todos a la cárcel (1993)
- París-Tombuctú (1999)

### Outros trabalhos
- Villarriba y Villabajo (televisão, 1994). Criador da série e guionista, foi realizada pelo seu filho José Luis e por Carlos Gil e Josetxo San Mateo.
- Blasco Ibáñez, la novela de su vida (televisão, 1997)